# Frédéric Bruynseels
Frédéric Bruynseels (13 de julho de 1888 — 10 de outubro de 1958) foi um velejador belga, campeão olímpico. Ele competiu nos Jogos Olímpicos de Verão de 1920 na classe 6 Metre e conquistou a medalha de ouro na disputa realizada segundo as regras de 1907 a bordo do Edelweiß com Émile Cornellie e Florimond Cornellie.